# Associazione Calcio Napoli 1932-1933
Questa voce raccoglie le informazioni riguardanti l'Associazione Calcio Napoli nelle competizioni ufficiali della stagione 1932-1933.

## Stagione
La stagione 1932-1933 del Napoli è la 4ª stagione in Serie A e la 7ª complessiva in massima serie.
Il reparto offensivo venne rinforzato con l'acquisto di Pietro Ferraris. Nel campionato 1932-33 gli azzurri ebbero un'ottima partenza mantenendo la vetta solitaria per alcune giornate fino alla sconfitta sul campo del Bologna alla decima (4 dicembre 1932) che costò il sorpasso ad opera della Juventus. La squadra partenopea rimase in corsa per lo scudetto fino a marzo quando una crisi di risultati (un solo punto tra la ventesima e la ventiquattresima giornata con tre sconfitte consecutive) fece aumentare da 3 a 12 punti il distacco dalla vetta. Di notevole rendimento fu la coppia d'attacco: Sallustro segnò diciannove reti e Vojak ventidue.
Il Napoli arrivò terzo a pari merito col Bologna, a 12 punti dalla Juventus campione.

## Divise
| Prima divisa | Divisa portiere |

## Organigramma societario
Area direttiva
- Presidente: Vincenzo Savarese[3]

Area tecnica
- Allenatore: William Garbutt

## Rosa
| N. |                   | Ruolo | Calciatore        |
| -- | ----------------- | ----- | ----------------- |
|    | Italia (bandiera) | P     | Giuseppe Cavanna  |
|    | Italia (bandiera) | P     | Antonio Marietti  |
|    | Italia (bandiera) | D     | Domenico Capano   |
|    | Italia (bandiera) | D     | Luigi Castello    |
|    | Italia (bandiera) | D     | Enrico Colombari  |
|    | Italia (bandiera) | D     | Ettore Fontana    |
|    | Italia (bandiera) | D     | Paulo Innocenti   |
|    | Italia (bandiera) | D     | Giovanni Vincenzi |
|    | Italia (bandiera) | C     | Oreste Benatti    |
|    | Italia (bandiera) | C     | Eraldo Bedendo    |
|    | Italia (bandiera) | C     | Emanuele Boltri   |
|    | Italia (bandiera) | C     | Carlo Buscaglia   |

| N. |                   | Ruolo | Calciatore            |
| -- | ----------------- | ----- | --------------------- |
|    | Italia (bandiera) | C     | Giovanni Giraud (III) |
|    | Italia (bandiera) | C     | Mario Maffioli        |
|    | Italia (bandiera) | C     | Marcello Mihalich     |
|    | Italia (bandiera) | C     | Valerio Gravisi       |
|    | Italia (bandiera) | C     | Oreste Sallustro (II) |
|    | Italia (bandiera) | A     | Mario Bonivento       |
|    | Italia (bandiera) | A     | Pietro Ferraris       |
|    | Italia (bandiera) | A     | Rocco Ranelli         |
|    | Italia (bandiera) | A     | Attila Sallustro (I)  |
|    | Italia (bandiera) | A     | Mariano Tansini       |
|    | Italia (bandiera) | A     | Antonio Vojak (I)     |
|    | Italia (bandiera) | A     | Oliviero Vojak (II)   |

## Risultati

### Serie A

#### Girone di andata
| Arbitro: | Mattea (Torino) |

|                                    |           |             |
| Vojak 3’ (rig.) Sallustro 48’, 50’ | Marcatori | 65’ Fantoni |

| Arbitro: | Caironi (Milano) |

|               |           |                           |
| Rosa 27’, 42’ | Marcatori | 30’ Sallustro 59’ Gravisi |

| Arbitro: | Carraro (Padova) |

|               |           |  |
| Sallustro 53’ | Marcatori |  |

| Arbitro: | Mazzarini (Roma) |

|  |           |                                            |
|  | Marcatori | 15’ Benatti 47’ (rig.) Vojak 89’ Sallustro |

| Arbitro: | Guarnieri (Milano) |

|                                             |           |  |
| Gravisi 4’ Sallustro 68’, 84’ Innocenti 82’ | Marcatori |  |

| Arbitro: | Gama (Milano) |

|                           |           |                |
| Spivach 19’ Bergamini 85’ | Marcatori | 49’, 70’ Vojak |

| Arbitro: | Carraro (Padova) |

|                       |           |           |
| Vojak 48’ Benatti 75’ | Marcatori | 21’ Sarni |

| Arbitro: | Caironi (Milano) |

|                   |           |                                                        |
| Giuliani 26’, 82’ | Marcatori | 31’ (rig.), 67’ (rig.) Vojak 56’ Sallustro 66’ Gravisi |

| Arbitro: | Casati (Como) |

|               |           |            |
| Sallustro 48’ | Marcatori | 79’ Silano |

| Arbitro: | Melandri (Bologna) |

|                                      |           |             |
| Reguzzoni 34’ Maini 62’ Schiavio 64’ | Marcatori | 19’ Gravisi |

| Napoli 11 dicembre 1932 11ª giornata | Napoli | 2 – 1 referto | Pro Patria | Stadio Giorgio Ascarelli |

| Napoli 18 dicembre 1932 12ª giornata | Napoli | 1 – 2 referto | Roma | Stadio Giorgio Ascarelli |

| Genova 8 gennaio 1933 13ª giornata | Genova 1893 | 2 – 2 referto | Napoli |  |

| Alessandria 25 gennaio 1933 14ª giornata | Alessandria | 3 – 2 referto | Napoli |  |

| Napoli 22 gennaio 1933 15ª giornata | Napoli | 3 – 0 referto | Pro Vercelli | Stadio Giorgio Ascarelli |

| Palermo 29 gennaio 1933 16ª giornata | Palermo | 1 – 0 referto | Napoli |  |

| Napoli 5 febbraio 1933 17ª giornata | Napoli | 3 – 0 referto | Ambrosiana-Inter | Stadio Giorgio Ascarelli |

#### Girone di ritorno
| Roma 19 febbraio 1933 18ª giornata | Lazio | 0 – 1 referto | Napoli |  |

| Napoli 26 febbraio 1933 19ª giornata | Napoli | 2 – 0 referto | Triestina | Stadio Giorgio Ascarelli |

| Torino 5 marzo 1933 20ª giornata | Juventus | 3 – 0 referto | Napoli |  |

| Napoli 12 marzo 1933 21ª giornata | Napoli | 0 – 1 referto | Milan | Stadio Giorgio Ascarelli |

| Casale Monferrato 19 marzo 1933 22ª giornata | Casale | 1 – 0 referto | Napoli |  |

| Napoli 26 marzo 1933 23ª giornata | Napoli | 1 – 1 referto | Padova | Stadio Giorgio Ascarelli |

| Firenze 9 aprile 1933 24ª giornata | Fiorentina | 1 – 0 referto | Napoli |  |

| Napoli 16 aprile 1933 25ª giornata | Napoli | 2 – 0 referto | Bari | Stadio Giorgio Ascarelli |

| Torino 23 aprile 1933 26ª giornata | Torino | 0 – 1 referto | Napoli |  |

| Napoli 30 aprile 1933 27ª giornata | Napoli | 2 – 1 referto | Bologna | Stadio Giorgio Ascarelli |

| Busto Arsizio 21 maggio 1933 28ª giornata | Pro Patria | 2 – 0 referto | Napoli |  |

| Roma 25 maggio 1933 29ª giornata | Roma | 1 – 1 referto | Napoli |  |

| Napoli 28 maggio 1933 30ª giornata | Napoli | 3 – 0 referto | Genova 1893 | Stadio Giorgio Ascarelli |

| Napoli 4 giugno 1933 31ª giornata | Napoli | 4 – 1 referto | Alessandria | Stadio Giorgio Ascarelli |

| Vercelli 11 giugno 1933 32ª giornata | Pro Vercelli | 2 – 1 referto | Napoli |  |

| Napoli 18 giugno 1933 33ª giornata | Napoli | 5 – 0 referto | Palermo | Stadio Giorgio Ascarelli |

| Milano 29 giugno 1933 34ª giornata | Ambrosiana-Inter | 3 – 5 referto | Napoli |  |

## Statistiche

### Statistiche di squadra
| Competizione | Punti | In casa | In casa | In casa | In casa | In casa | In casa | In trasferta | In trasferta | In trasferta | In trasferta | In trasferta | In trasferta | Totale | Totale | Totale | Totale | Totale | Totale | DR  |
| Competizione | Punti | G       | V       | N       | P       | Gf      | Gs      | G            | V            | N            | P            | Gf           | Gs           | G      | V      | N      | P      | Gf     | Gs     | DR  |
| ------------ | ----- | ------- | ------- | ------- | ------- | ------- | ------- | ------------ | ------------ | ------------ | ------------ | ------------ | ------------ | ------ | ------ | ------ | ------ | ------ | ------ | --- |
| Serie A      | 42    | 17      | 13      | 2       | 2       | 39      | 10      | 17           | 5            | 4            | 8            | 25           | 28           | 34     | 18     | 6      | 10     | 64     | 38     | +26 |

### Statistiche dei giocatori
Nel computo dei goal si considerino tre autoreti a favore.
| Giocatore         | Serie A  | Serie A |
| Giocatore         | Presenze | Reti    |
| ----------------- | -------- | ------- |
| G. Cavanna        | 28       | -31     |
| A. Marietti       | 6        | -7      |
| D. Capano         | 0        | 0       |
| L. Castello       | 3        | 0       |
| E. Colombari      | 34       | 0       |
| E. Fontana        | 0        | 0       |
| P. Innocenti      | 34       | 1       |
| G. Vincenzi       | 32       | 0       |
| O. Benatti        | 29       | 3       |
| E. Bedendo        | 6        | 0       |
| E. Boltri         | 34       | 0       |
| C. Buscaglia      | 27       | 0       |
| G. Giraud (III)   | 3        | 0       |
| M. Maffioli       | 3        | 0       |
| M. Mihalich       | 0        | 0       |
| V. Gravisi        | 23       | 8       |
| O. Sallustro (II) | 1        | 0       |
| M. Bonivento      | 0        | 0       |
| P. Ferraris       | 32       | 4       |
| R. Ranelli        | 15       | 4       |
| A. Sallustro (I)  | 30       | 19      |
| M. Tansini        | 0        | 0       |
| A. Vojak (I)      | 34       | 22      |
| O. Vojak (II)     | 0        | 0       |

## Riserve
La squadra riserve del Napoli ha disputato nella stagione 1932-1933 il girone H del campionato di Prima Divisione.

### Rosa
| N. |                   | Ruolo | Calciatore       |
| -- | ----------------- | ----- | ---------------- |
|    | Italia (bandiera) | C     | Eraldo Bedendo   |
|    | Italia (bandiera) | C     | Alfredo Borza    |
|    | Italia (bandiera) | C     | Giacomo Busiello |
|    | Italia (bandiera) | D     | Domenico Capano  |
|    | Italia (bandiera) | D     | Luigi Castello   |
|    | Italia (bandiera) | D     | Ettore Fontana   |
|    | Italia (bandiera) | A     | Felice Franzese  |
|    | Italia (bandiera) | C     | Mario Maffioli   |

| N. |                   | Ruolo | Calciatore            |
| -- | ----------------- | ----- | --------------------- |
|    | Italia (bandiera) | P     | Antonio Marietti      |
|    | Italia (bandiera) | A     | Gaetano Pinto         |
|    | Italia (bandiera) | A     | Rocco Ranelli         |
|    | Italia (bandiera) | C     | Oreste Sallustro (II) |
|    | Italia (bandiera) | D     | Scarta                |
|    | Italia (bandiera) | D     | Ornello Tacchinardi   |
|    | Italia (bandiera) | P     | Carlo Villa           |
|    | Italia (bandiera) | D     | Athos Zontini         |